# Die Ruinen von Athen
Dílo Die Ruinen von Athen (Ruiny athénské), op. 113, napsané roku 1811, je předehrou a doprovodnou hudbou Ludwiga van Beethovena ke stejnojmenné divadelní hře Augusta von Kotzebue. Hudba byla věnováním k otevření nového císařského divadla v Pešti dne 10. února 1812.
V roce 1822 k základní kompozici přibyla i druhá předehra, op. 124, Die Weihe des Hauses (Zasvěcení domu) a op. 114, pochod a sbor Schmückt die Altare.

## Stručný popis
Řecká bohyně moudrosti a řemesel Athéna se po dvou tisících let probouzí a shledává, že je Parthenón zničen a Athény obsazeny Turky.

## Názvy částí
Předehra (Andante con moto, G moll – Allegro, ma non troppo, G dur)
1. Sbor: Tochter des mächtigen Zeus (Andante poco sostenuto, E dur)
2. Duet (Ein Grieche, eine Griechen): Ohne Verschulden Knechtschaft dulden (Andante con moto – Poco piu mosso, G moll)
3. Sbor (Derwische): Du hast in deines Ärmels Falten (Allegro, ma non troppo, G dur)
4. Marcia alla turca, Vivace, B dur (Turecký pochod)
5. Harmonie auf dem Theater (Allegro assai ma non troppo, C dur)
6. Pochod a sbor: Schmückt die Altare, Op.114 (Assai moderato, E dur)
6a. Rezitativ: Mit reger Freude
7a. Sbor: Wir tragen empfängliche Herzen im Busen (Allegretto ma non troppo, G dur)
7b. Árie se sborem: Will unser Genius noch einen Wunsch gewähren? (Adagio, C dur) Er ist's! Wir sind erhört! (Allegro con brio, C dur)
8. Sbor: Heil unserm König!, Allegro con fuoco, A dur (Sbor: Sláva našemu králi!)